# Stazione di Zamora
La stazione di Zamora (in spagnolo Estación de Zamora) è la principale stazione ferroviaria della città spagnola di Zamora.

## Storia
Inaugurata il 28 maggio 1864 con l'apertura della linea che la collega alla stazione di Medina del Campo è anche uno dei capolinea della linea ferroviaria Zamora-La Coruña, di 453 km, che percorre il nord della Spagna sino alla stazione di La Coruña.
L'attuale edificio fu costruito a partire dal 1927 su progetto Marcelino Enríquez. A causa di numerosi ritardi verrà ultimato solamente nel 1958.